# Combretum acuminatum
Combretum acuminatum là một loài thực vật có hoa trong họ Trâm bầu. Loài này được Roxb. mô tả khoa học đầu tiên năm 1824.